# Edward Zorinsky
Edward Zorinsky, född 11 november 1928 i Omaha, Nebraska, död 6 mars 1987 i Omaha, Nebraska, var en amerikansk politiker. Han representerade delstaten Nebraska i USA:s senat från 1976 fram till sin död.
Zorinsky studerade vid University of Minnesota, Creighton University, University of Nebraska och Harvard University. Han gick med i republikanerna och efterträdde 1973 Eugene A. Leahy som borgmästare i Omaha. Zorinsky bytte sedan parti till demokraterna och efterträdde 1976 Roman Hruska i senaten. Senator Zorinsky avled 1987 i ämbetet och efterträddes av David Karnes.
Zorinsky var judisk. Han gravsattes på Beth El Cemetery i Douglas County.